# 玉野ひか留
玉野 ひか留（たまの ひかる）とは元宝塚歌劇団花組副組長。東京都出身。東京山脇高等女学校。芸名の由来は金剛石より。宝塚時代の愛称はヤマちゃん。改名前は玉野 ひかり（たまの ひかり）。

## 来歴・人物
1935年に25期生として、宝塚歌劇団に入団。初舞台公演は『ラ・ロマンス』であった。宝塚入団時の成績は104人中78位。
1950年?から1951年?までと1953年?から1960年?までには花組副組長を務める。
1965年に宝塚歌劇団を退団。